# Chabula telphusalis
Chabula telphusalis is een vlinder uit de familie van de grasmotten (Crambidae). De wetenschappelijke naam van deze soort is voor het eerst voorgesteld als Glyphodes telphusalis door Francis Walker in een publicatie uit 1859.
De vleugellengte bedraagt 10 millimeter.

## Verspreiding
Deze soort komt voor in India, Maleisië, Filipijnen, Taiwan, Myanmar, Brunei, Indonesië, Australië, Solomonseilanden en Japan.

## Habitat
Het habitat bestaat uit laaglandbossen en in cultuur gebrachte omgevingen tot 650 meter boven zeeniveau.